# 磺胺马宗
磺胺马宗是一种长效磺胺类药物，其INN名称是“Sulfamazone”。该药物可用于治疗由细菌感染引发的疾病等病症。该药物在血液中的半衰期尚不明确。该药物具有退烧的药效。根据该药物分子的化学本质，该药物同样可以划分为芳香醚、哒嗪、氨基磺酸，以及吡唑啉酮。